# Ordre national du Tchad
 (décembre 2018).
Si vous disposez d'ouvrages ou d'articles de référence ou si vous connaissez des sites web de qualité traitant du thème abordé ici, merci de compléter l'article en donnant les références utiles à sa vérifiabilité et en les liant à la section « Notes et références ».
L'ordre national du Tchad, aussi appelé ordre national tchadien, est la plus haute décoration honorifique tchadienne. Créé le 12 avril 1960 par François Tombalbaye, il récompense le mérite personnel et les services éminents rendus à la nation.
Il comprend trois grades, chevalier, officier et commandeur ; ainsi que deux dignités, grand officier et grand-croix.

## Histoire
L'ordre national du Tchad est créé le 12 avril 1960 par François Tombalbaye, premier président de la république du Tchad. Il est ensuite modifié à deux reprises, en 1963 puis en 1969.Ordre national du Tchad

## Insignes
L'insigne de l'ordre national du Tchad reprend les couleurs du drapeau tchadien : le ruban est bleu et jaune, et la médaille est bleue, jaune et rouge. La médaille comprend en son centre un disque bleu au centre duquel se trouve une étoile à six branches jaune et autour duquel sont inscrits les mots « République du Tchad · Ordre national ».

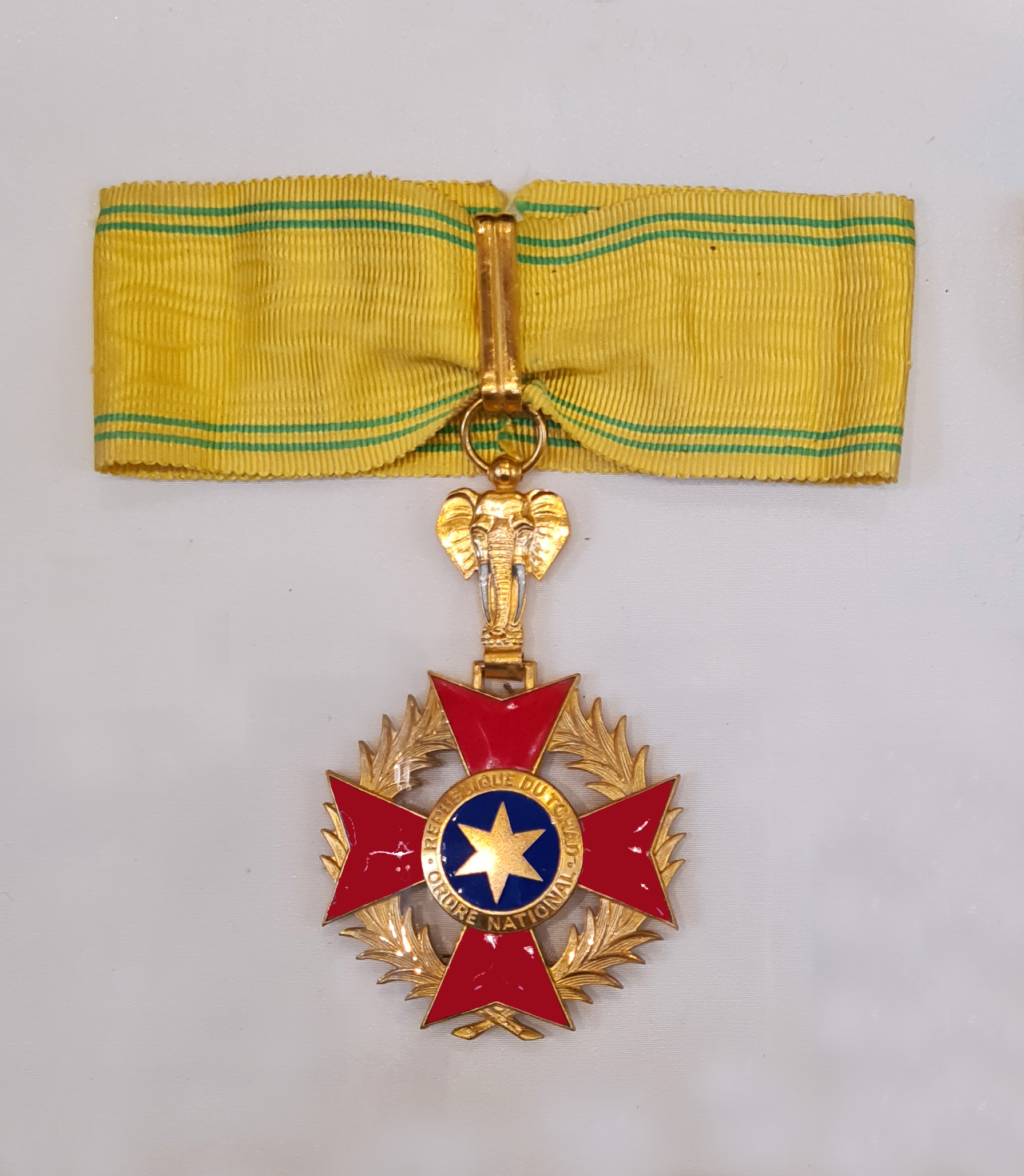
Insigne de commandeur[2].
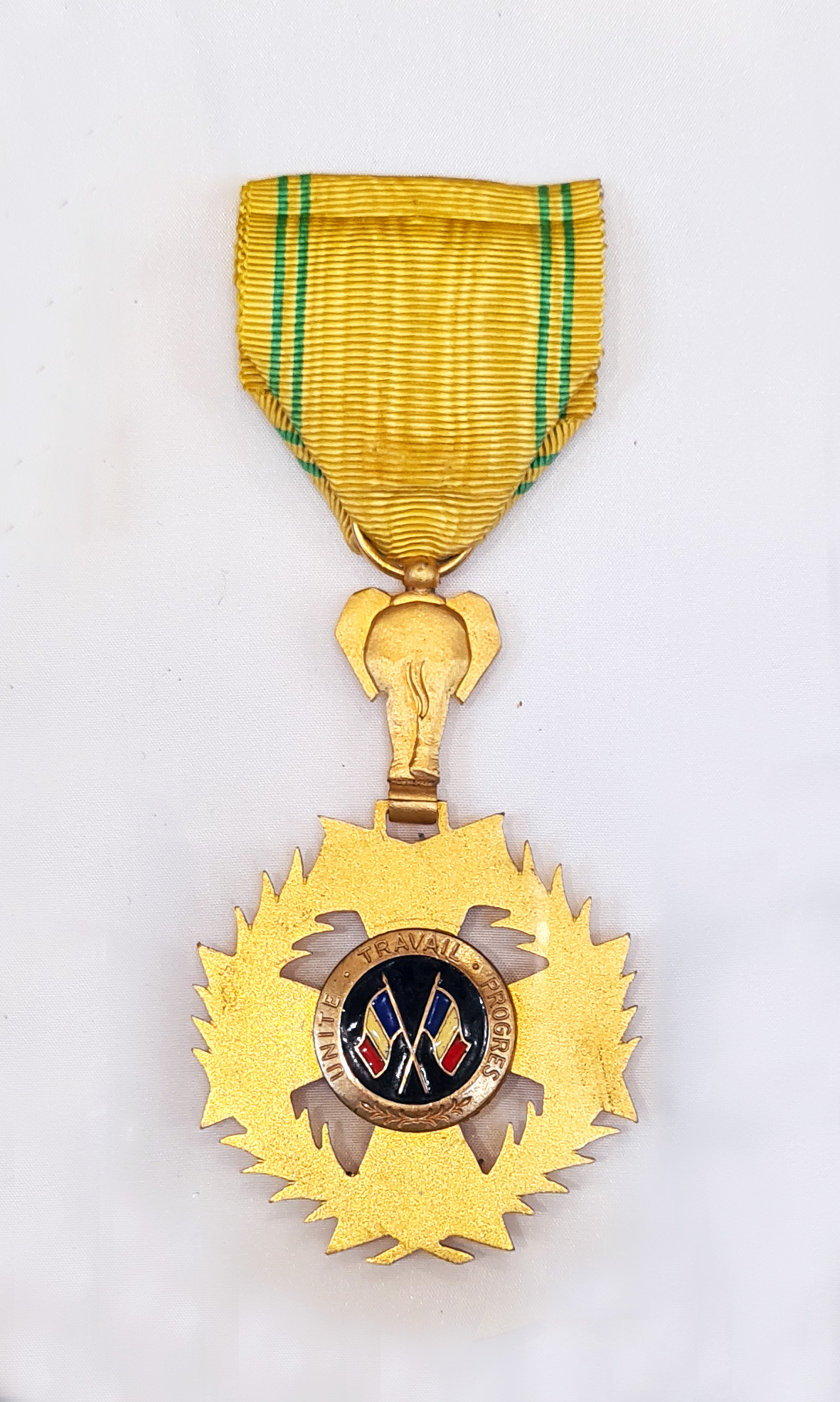
Insigne de chevalier (revers[2]).

| Chevalier | Officier | Commandeur | Grand officier | Grand-croix |
| --------- | -------- | ---------- | -------------- | ----------- |
|           |          |            |                |             |